# Naturschutzgebiet Papenloh

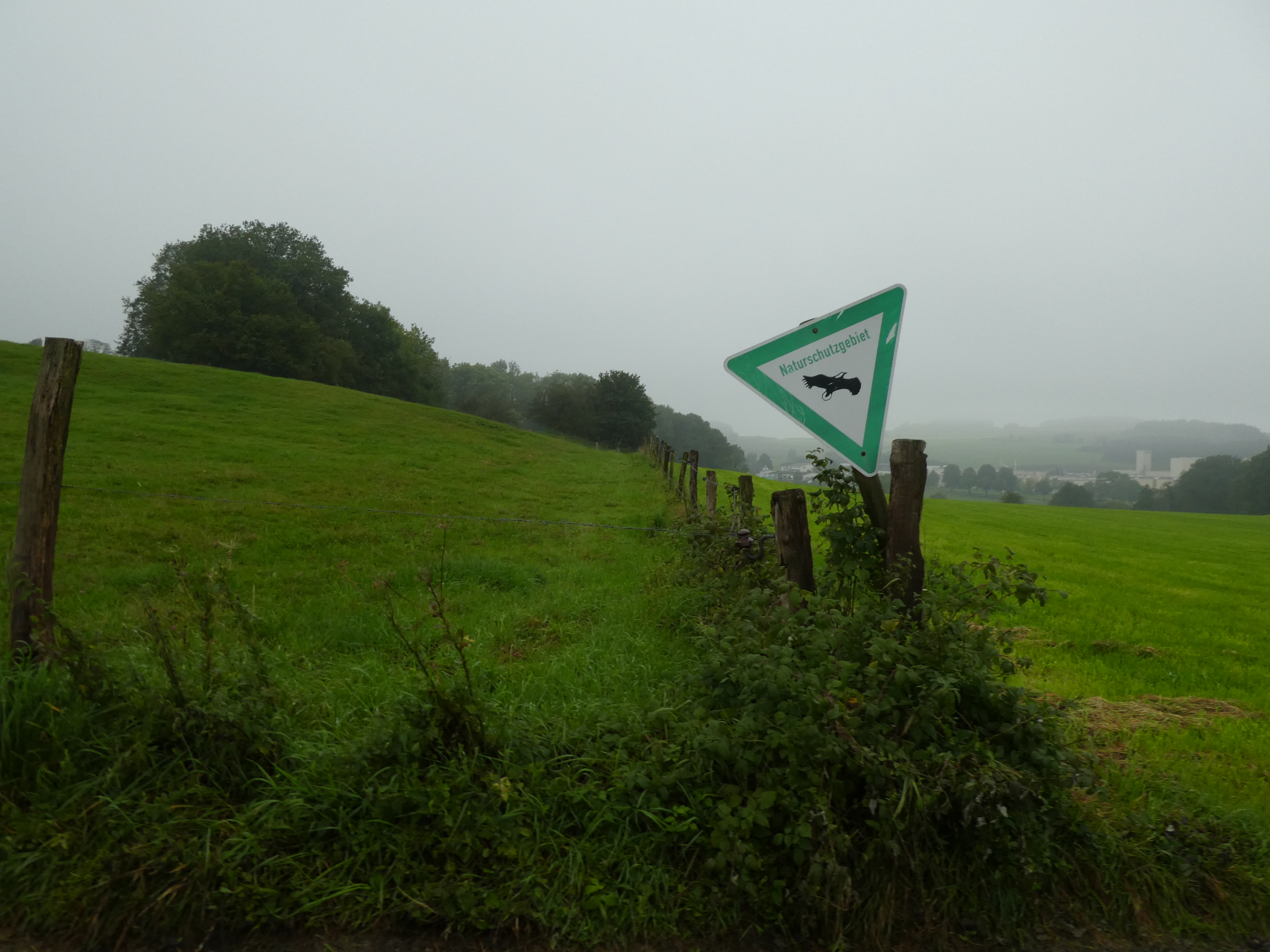
Naturschutzgebiet Papenloh von Osten

Das Naturschutzgebiet Papenloh mit einer Größe von 4,0 ha liegt zwischen Stockum und Seidfeld im Stadtgebiet von Sundern (Sauerland). Das Gebiet wurde 1993 mit dem Landschaftsplan Sundern durch den Kreistag des Hochsauerlandkreises erstmals als Naturschutzgebiet (NSG) mit einer Flächengröße von 4,1 ha ausgewiesen. Bei der Neuaufstellung des Landschaftsplaners Sundern wurde das NSG erneut ausgewiesen und etwas verkleinert. Das NSG grenzt nördlich, westlich und südlich direkt an das Landschaftsschutzgebiet Stockumer Bachtal und nordöstlich, östlich und südöstlich an das Landschaftsschutzgebiet Ortsrandlagen zwischen Stockum und Seidfeld.

## Schutzzweck
Das NSG soll das Feldgehölz schützen und die dortigen Arten. Wie bei allen Naturschutzgebieten in Deutschland wurde in der Schutzausweisung darauf hingewiesen, dass das Gebiet „wegen der Seltenheit, besonderen Eigenart und Schönheit des Gebietes“ zum Naturschutzgebiet wurde.